# Нагайбацька збагачувальна фабрика
Нагайбацька збагачувальна фабрика – підприємство гірничорудної у Башкортостані.
В другій половині 1990-х неподалік від Магнітогорська почав роботу Александринський мідно-цинковий рудник. Первісно його продукцію відправляли на розташовану у сусідній Башкирії Сібайську збагачувальну фабрику, допоки в 2001-му не ввели поряд з рудником власну Нагайбацьку збагачувальну фабрику.
В 2017-му видобуток з Александринського родовища припинився через вичерпання запасів, проте ще з 2013-го Нагайбацька фабрика здійснювала переробку руди розташованого за понад сотню кілометрів рудника Чебач'є. При цьому в 2014-му фабрика пройшла модернізацію зі збільшенням річної потужності по руді до 0,8 млн тон.
В 2019-му Нагайбацька фабрика випустила 67 тисяч тон мідного та 28 тисяч тон цинкового концентрату.
Фабрика належить Александринській гірничо-рудній компанії, що входить до групи «Русская медная компания».